# Neuroanomala
Neuroanomala là một chi bướm đêm thuộc họ Geometridae.